# 奧斯卡鎮區 (明尼蘇達州奧特泰爾縣)
奧斯卡鎮區（英語：Oscar Township）是位於美國明尼蘇達州奧特泰爾縣的一個行政鎮區。

## 歷史
奧斯卡鎮區於1873年設立。鎮區得名自瑞典國王奧斯卡二世。

## 地方資料
奧斯卡鎮區的面積為93.41平方千米，當中陸地面積為90.07平方千米，而水域面積為3.34平方千米。根據2020年美國人口普查的數據，當地共有人口208人，而人口密度為每平方千米2.23人。